# Pedro Fernández de Murcia

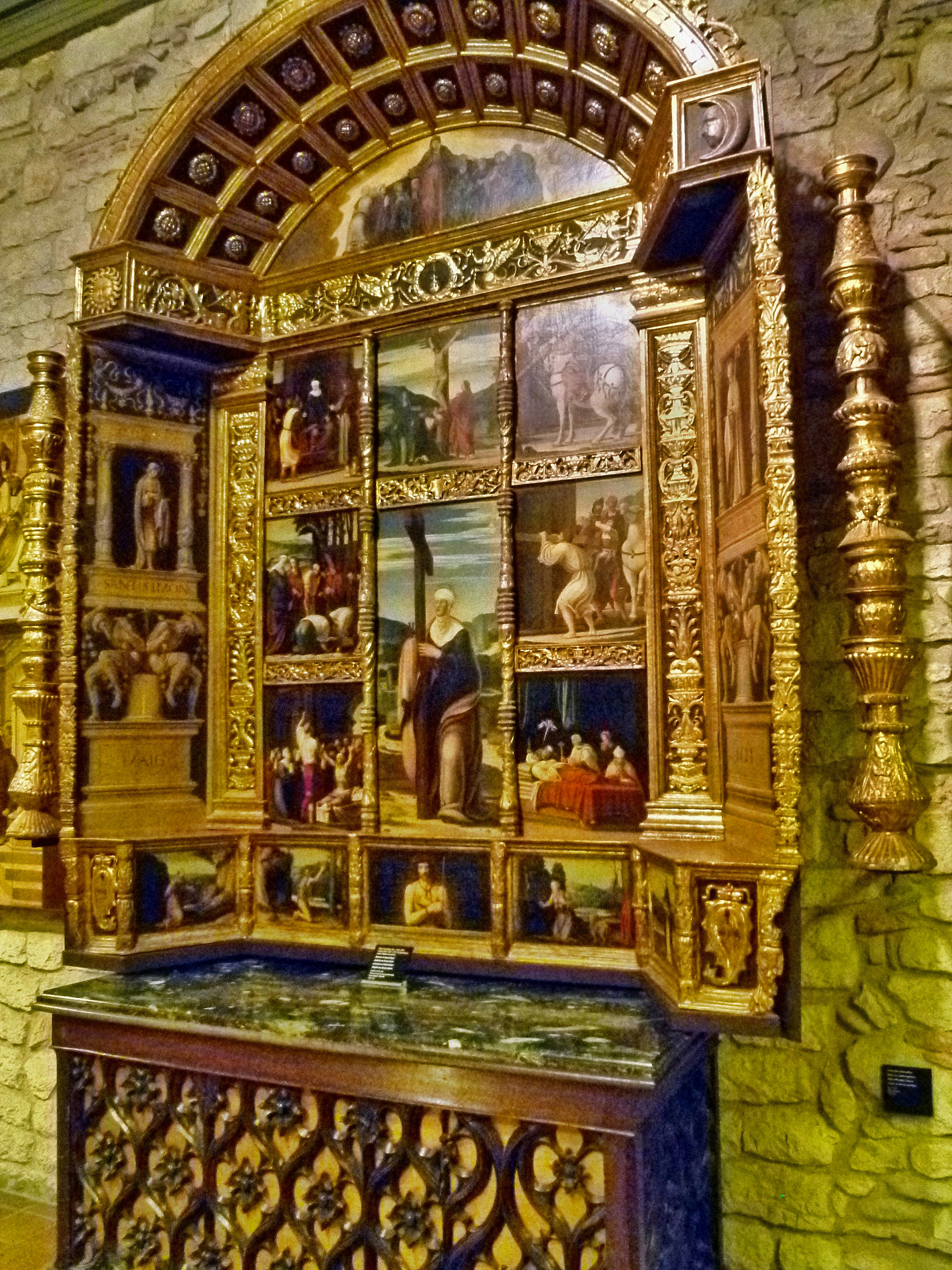
Polyptychon der Heiligen Helena im Schatz der Kathedrale von Girona, 1521 (zusammen mit Antoni Norri)

Pedro Fernández de Murcia (* um 1480 wahrscheinlich in Murcia; † 1521) war ein spanischer Maler der Renaissance, der hauptsächlich in Italien im ersten Viertel des 16. Jahrhunderts wirkte. Er ist unter zahlreichen anderen Namen bekannt, in Italien nannte man ihn Pietro Ispano, Pietro Spagnolo oder Pietro Francione spagnolo; auf Katalanisch lautet sein Name Pere Fernández. Da sein Werk stilistische Ähnlichkeiten mit demjenigen von Bartolomeo Suardi, genannt „il Bramantino“, aufweist, und da er längere Zeit nicht genauer identifiziert werden konnte, war er in der Fachliteratur auch unter dem Namen Pseudo-Bramantino bekannt.

## Leben
Entscheidend für die namentliche Identifizierung des Malers war die Auffindung von Dokumenten (Freixas, 1984) bezüglich der Entstehung des berühmten Polyptychons der Heiligen Helena in der Kathedrale von Girona (Abb. oben), das in der Fachwelt bereits einhellig als Werk des sogenannten Pseudo-Bramantino akzeptiert war, und von da an Pedro Fernández und seinem Mitarbeiter Antoni Norri zugeordnet werden konnte.
Über die Ausbildung und Übersiedlung von Pedro Fernández nach Italien ist bisher nichts bekannt. Dort hielt er sich zunächst in der Lombardei und in Mailand auf.
Als erstes dokumentiertes Werk gilt der Hl. Johannes d. Täufer in der Norton Simon Foundation in Pasadena (Kalifornien), wo der Einfluss durch Bramantino und Bernardo Zenale offensichtlich ist.
Für das Jahr 1508 ist Fernández in Rom nachgewiesen, wo er den kunstsinnigen Kardinal Oliviero Carafa, Erzbischof von Neapel, kennenlernte. Im Einvernehmen mit seinem Bruder Ettore Carafa, Conte di Ruvo, sandte der Kardinal den Maler 1509 nach Neapel, um die Familienkapelle der Carafa in San Domenico Maggiore zu dekorieren. Daneben schuf Fernández auch das Polyptychon der Visitation für die Kirche Santa Maria delle Grazie a Caponapoli (heute im Museo di Capodimonte) und die Madonna mit Kind und den heiligen Petrus und Johannes d. Täufer in San Gregorio Armeno, die er 1512 fertigstellte. Andere Werke für die neapolitanischen Klöster San Gaudioso und Santa Maria Egiziaca all'Olmo sind heute verloren.

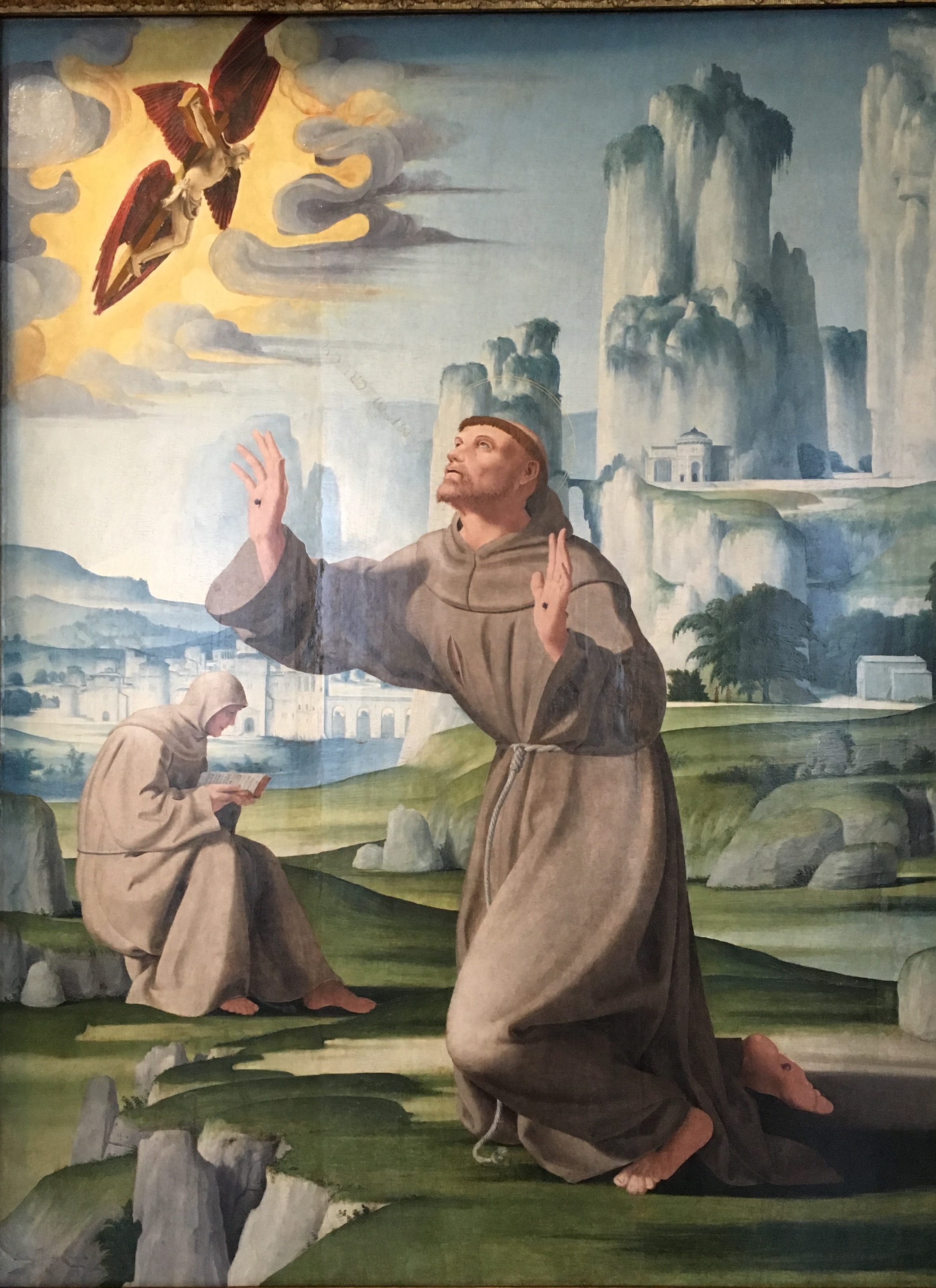
Stigmatisation des Hl. Franziskus, Galleria Sabauda, Turin

Zwischen 1512 und 1516 war Fernández wieder in Rom, wo er den Gang zum Kalvarienberg für die gleichnamige Kapelle in San Domenico Maggiore (Neapel) malte. Hierin zeigt er sich inspiriert von den modernsten Tendenzen Raffaels. Zu dieser Zeit geriet Fernández in Kontakt zum Eremitenorden der amadeitischen Franziskaner, für die er die Vision des seligen Amadeo Lusitano malte (Abb. ganz unten), die ursprünglich für die Einsiedelei San Michele Arcangelo in Montorio Romano bei Rieti bestimmt war und sich heute im Palazzo Barberini in Rom befindet. Für den gleichen Orden schuf er noch eine ganze Reihe von Bildern in verschiedenen Orten des Latium und der Lombardei, u. a. ein Polyptychon für das Konvent Santa Maria von Bressanoro, dessen Teile sich heute in der Gemeindekirche von Castelleone und im Museo civico von Cremona befinden.
Gegen Ende der 1510er Jahre begab sich Fernández wieder nach Rom, von wo er per Schiff nach Spanien zurückkehrte. Hier arbeitete er gemeinsam mit Antoni Norri bis 1521 an einem seiner Hauptwerke, dem eingangs erwähnten Polyptychon der Heiligen Helena für die Kathedrale von Girona.  Es handelt sich um das einzige nachweislich in Spanien entstandene Werk des Pedro Fernández, zusammen mit einem Polyptychon für die Gemeindekirche von Flaçà (zusammen mit Gabriel Pou), das jedoch heute verloren ist.
Wenige andere Werke werden mittlerweile Fernández zugeschrieben, darunter ein auf verschiedene Privatsammlungen verteiltes Polyptychon, das man früher für ein Werk von Juan de Pereda hielt (Gudiol, 1963) und der Hl. Andreas im Museum von Salamanca, der ehemals Juan de Flandes zugeschrieben wurde.

## Werke

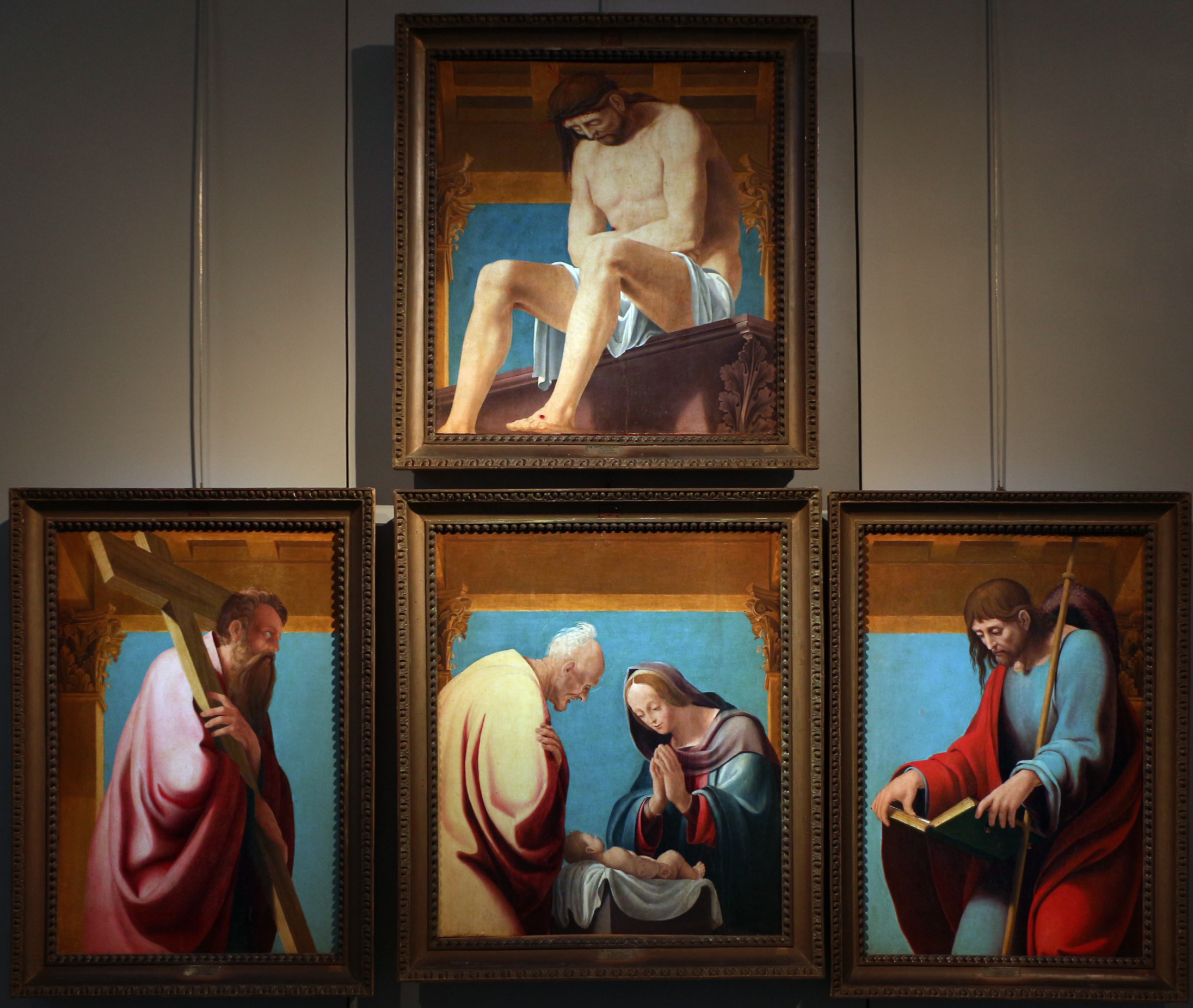
Anbetung Jesu mit den Hl. Jakob und Philippus, und Auferstehung Christi, Palazzo Ala Ponzone

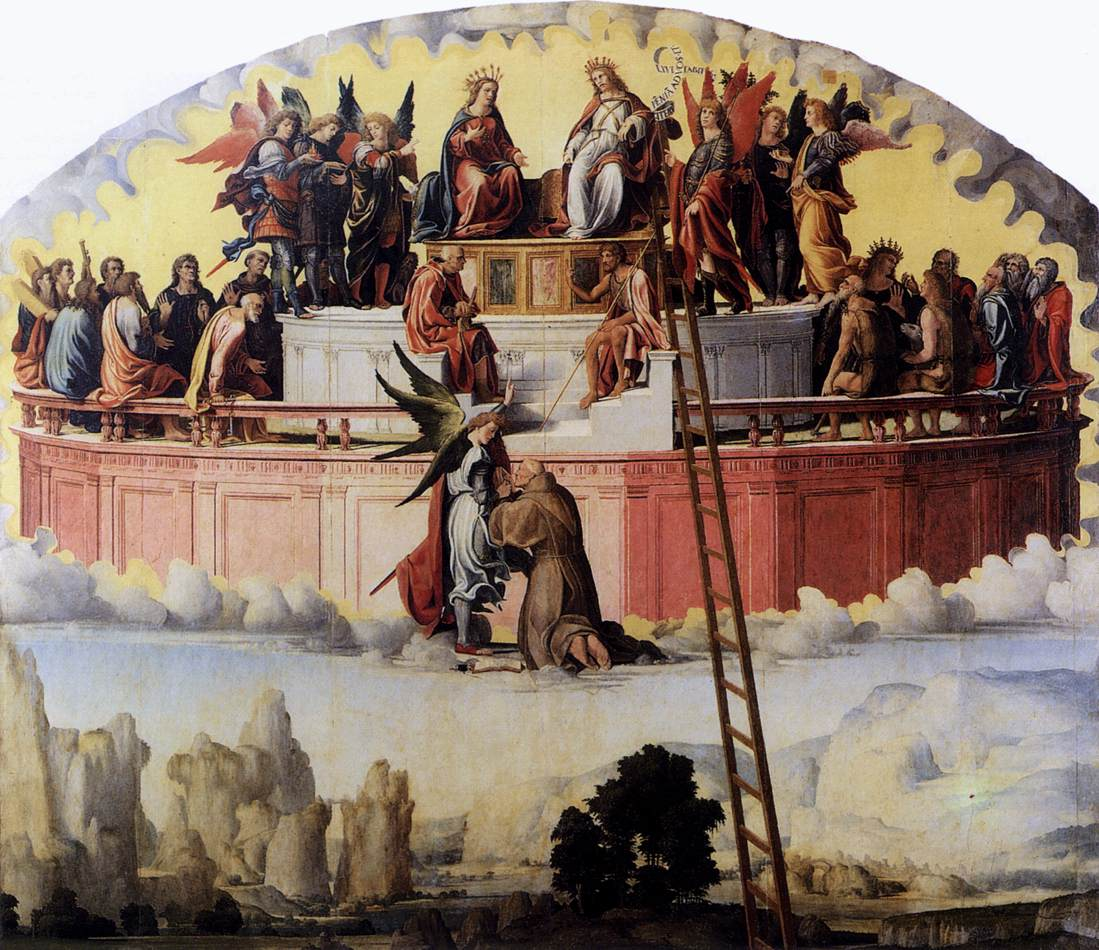
Vision des seligen Amadeo Lusitano, Palazzo Barberini, Rom

Im Gegensatz zu seinen spanischen Kollegen wie Juan de Flandes oder Pedro Berruguete, die gerade in ihrer religiösen Kunst noch starke Einflüsse der gotischen altniederländischen Malerei zeigen, ist der Stil von Pedro Fernández sehr modern und bereits stark italienisch geprägt, so sehr, dass es früher zu der erwähnten Verwechslung mit Bramantino kam. Seine Malerei zeichnet sich durch eine asketische, herbe, beinahe karge Einfachheit und Schlichtheit aus. Fernández spielte eine nicht ganz unerhebliche Rolle bei der Verbreitung der „maniera moderna“ der Hochrenaissance im Geiste von Bramante und Raffael ins südliche Neapel, wo er nach heutigem Wissensstand vermutlich einen gewissen Einfluss auf den ebenfalls als Vorreiter einer süditalienischen Malerei geltenden Andrea Sabatini ausübte.
Die folgende Werkliste basiert auf dem Artikel von Mancini:
- Hl. Johannes d. Täufer, Norton Simon Foundation, Pasadena (Kalifornien), vermutl. vor 1508
- Anbetung der Hirten, Sammlung des Duca di Villahermosa, Madrid
- Heilige Familie, ehemals in Auktion in Mailand, bei Finarte (7.–8. Mai 1974, N. 80)
- Fresken (u. a. Propheten) in der Cappella Carafa in San Domenico Maggiore, Neapel, ca. 1509–1511
- Polyptychon der Visitation (urspr. für Santa Maria delle Grazie a Caponapoli, Neapel), Museo di Capodimonte, Neapel, um 1509–1511
- Vergine ed il Bambino tra i ss. Giovanni Battista e Pietro, in San Gregorio Armeno, Neapel, 1510–1512
- Gang zum Kalvarienberg, San Domenico Maggiore, Neapel, 1513
- Vision des seligen Amadeo Lusitano (urspr. für die Einsiedelei San Michele Arcangelo in Montorio Romano (Rieti)), Galleria nazionale d'Arte antica, Palazzo Barberini, Rom
- Madonna in Glorie, Privatsammlung, Rom
- Stigmatisation des Hl. Franziskus, Galleria Sabauda, Turin
- Die heiligen Michael, Onofrio und Andreas, Collezione Zeri, Mentana
- San Gregorio Magno (einst Teil eines Polyptychons), Fogg Art Museum, Cambridge (Massachusetts)
- Polyptychon für das Konvent Santa Maria von Bressanoro, Einzelteile heute in der Gemeindekirche von Castelleone und im Museo civico von Cremona
- Mariä Himmelfahrt, in der Franziskanerkirche San Lorenzo, Pisciarelli bei Bracciano
- San Biagio, Museu Nacional d’Art de Catalunya, Barcelona (Sammlung Matthiesen)
- Polyptychon der Hl. Helena, Kathedrale von Girona, datiert Mai 1521 (zusammen mit Antoni Norri)

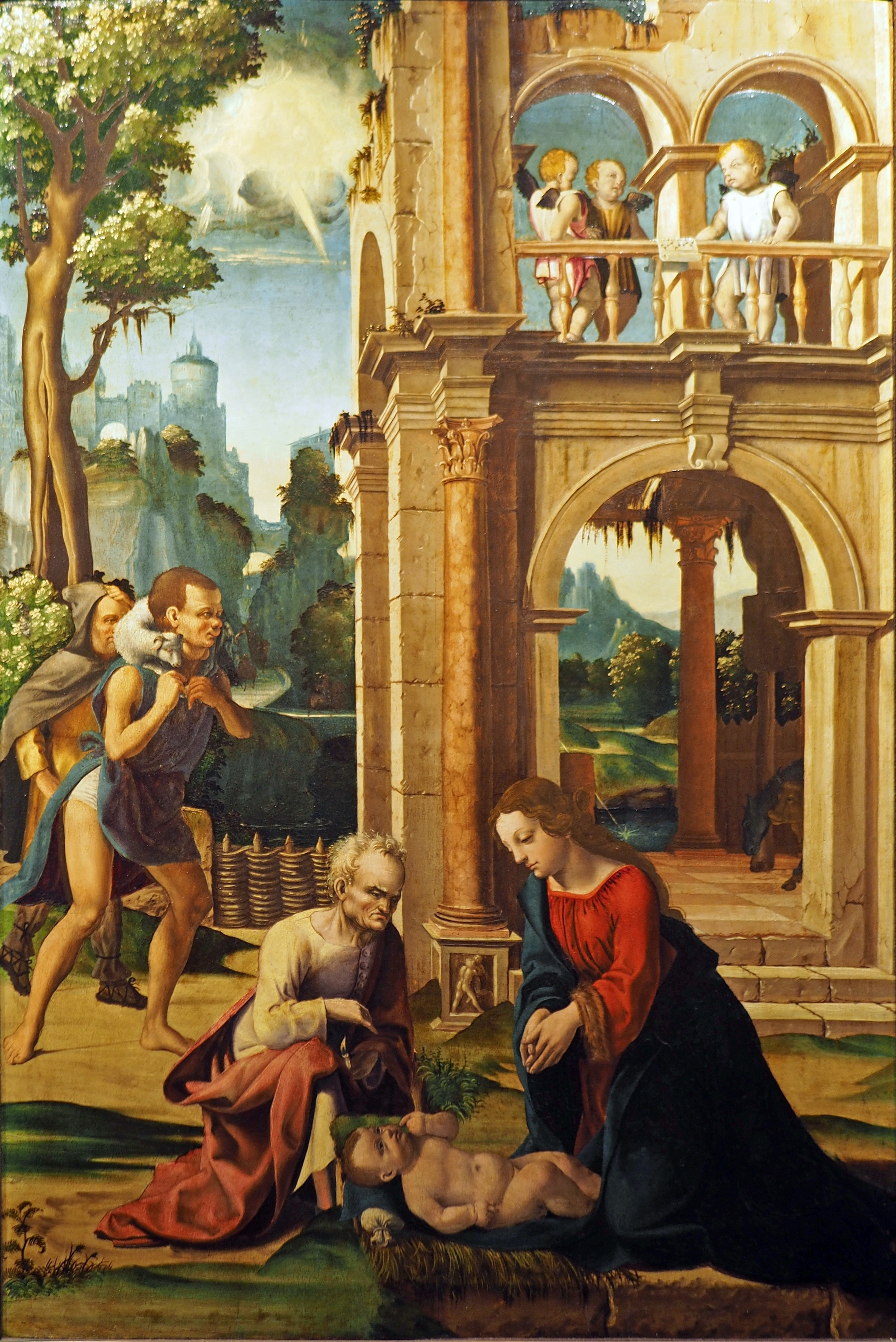
Die Geburt Christi (Öl auf Holz 1501/1502)

Erst 2014 konnte mit Hilfe der Kunsthistorikerin Odette D'Albo das Gemälde „Die Geburt Christi“ dem spanischen Maler Pedro Fernández zugewiesen werden.
- Die Geburt Christi, Sammlung der Stadt Celle, vom Residenzmuseum im Celler Schloss betreut und teilweise ausgestellt.